# Taraxacum stepanovae
Taraxacum stepanovae là một loài thực vật có hoa trong họ Cúc. Loài này được Vorosch. miêu tả khoa học đầu tiên năm 1972.